# Lasciar andare
Lasciar andare (titolo originale Letting Go) - tradotto in precedenza in Italia col titolo Lasciarsi andare - è il primo romanzo di Philip Roth, scritto quando l'autore aveva 29 anni.

## Trama
Il libro racconta la storia di due ricercatori universitari: Gabe Wallach è un aspirante romanziere, Paul un aspirante accademico. Gabe, ricco giovane di New York, è un professore più per noia che per bisogno, figlio di un rinomato dentista, che ama incondizionatamente il figlio. Gabe e Paul sono amici, almeno finché Gabe non conosce Libby, bella e sensuale moglie di Paul; i due, infatti, a un certo punto si baceranno. Poi la storia prosegue intrecciandosi con quella di Paul, che è ebreo. Mentre Libby è cattolica. Per entrambi la differenza religiosa non costituisce un ostacolo, ma per le loro famiglie rappresenta un grosso problema e non accettano la relazione. Per i due amanti si pone il quesito: lasciarsi andare o no?

## Edizioni italiane
- Lasciarsi andare, traduzione di Ettore Capriolo, Milano, Bompiani, gennaio 1965,  p. 696.
- Lasciar andare, traduzione di Norman Gobetti, Collana Supercoralli, Torino, Einaudi, 2016,  p. 760. (Poi in Super ET, uniform edition, 2017, pp. 792)